# 蒲原津城
蒲原津城（かんばらのつじょう）は、現在の新潟県新潟市中央区万代島にあったと推定される日本の城。

## 歴史
南北朝時代の建武2年（1335年）、小国政光により下越の南朝方諸将の拠点として蒲原神社の建つ金鉢山に蒲原津城が築城された。
小国氏をはじめ、池氏、河内氏、風間氏、於木氏、千屋氏、高梨氏ら南朝方の拠点として機能していたが、暦応4年（1341年）6月、北朝方によって落城した。
以降は越後は北朝の支配下となり、蒲原津城は蒲原神社ともども廃棄された。
蒲原神社は戦国時代末期に新発田重家によって金鉢山に再建されたが、元禄元年（1688年）に発生した信濃川の決壊で被害を受け、元禄3年（1690年）に現在地（新潟市中央区長嶺町）に移転した。